# مکتب توسا

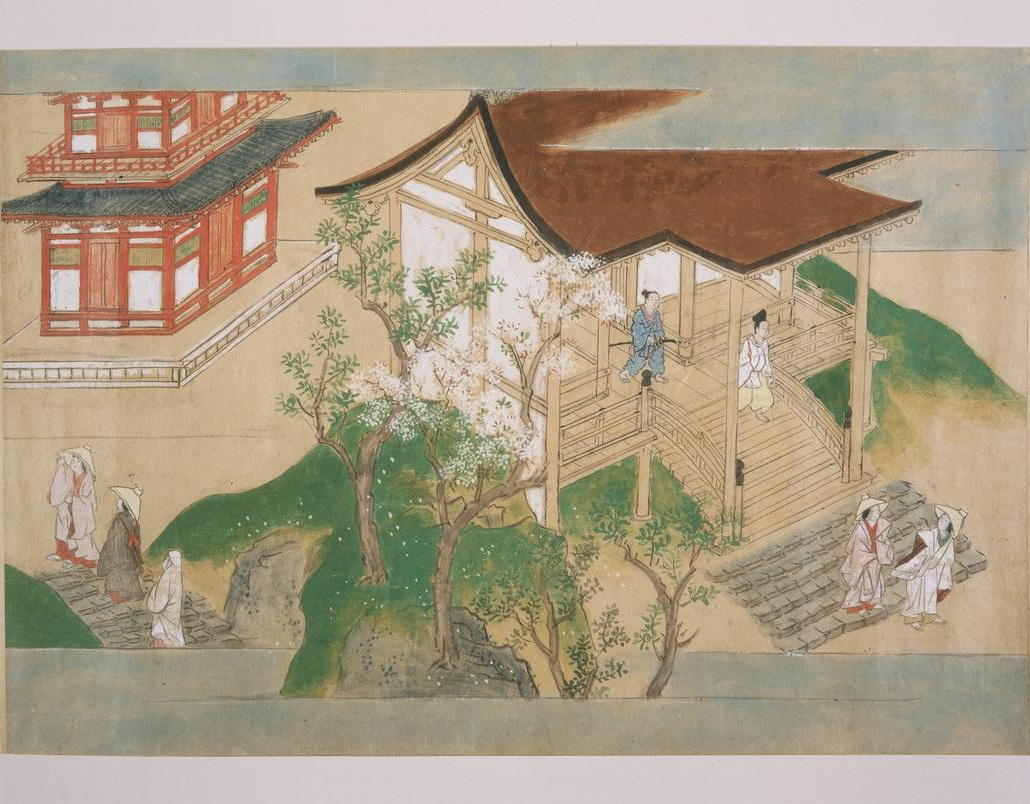
صحنه‌ای از طومار داستانی طولانی که تاریخ یک صومعه بودایی را بازگو می‌کند، اثر توسا میتسونوبو (۱۴۳۴–۱۵۳۵)

مکتب توسا (به ژاپنی: 土佐派, Tosa-ha)، نوعی سبک نقاشی ژاپنی است که در اوایل دوره موروماچی (قرن ۱۴ تا ۱۵) پایه‌گذاری شد، و به یاماتو-ئه اختصاص داشت، نقاشی‌های متخصص در موضوع و تکنیک‌های برگرفته از هنر ژاپنی، برخلاف مکتب‌های تحت تأثیر هنر چینی، به ویژه مکتب کانو (狩野派). نقاشی‌های مکتب توسا با «نقاط رنگ مات مسطح محصور در طرح‌های ساده، که در آن طراحی دقیق و متعارف است» مشخص می‌شود، با موضوعات روایی بسیاری از ادبیات و تاریخ ژاپن. با این حال، در قرن هفدهم، هر دو هنرمندان توسا و کانو دامنه خود را گسترش دادند و تمایز بین این مکاتب و سایر مکاتب کمتر شد.